# イェスセオリー
イェスセオリー（Yes Theory）は、大学時代からの仲間であるトーマス・ブラッグ、アマー・キャンディル、マット・ダーヤー、デリン・エムレによって設立されたYouTubeチャンネルを中心に活動しているアメリカ合衆国のデジタルメディアブランドである。 
現在は世界の様々なメディアで取り上げられている。
グループのテーマである「快適ゾーンを飛び出す (Seek Discomfort)」を中心に展開されており、まさにYouTubeと世界が必要としているものであるとして称賛されている。 

## 人物と設立まで
トーマス・ブラッグは、1993年7月9日にフランスのパリでスウェーデン人の両親のもとに生まれた。１８歳までパリで過ごした後、 マギル大学で起業家精神を専攻し、学士号を取得した。また、ドレイパー大学で一学期を過ごし、その後、同大学の創設者であるティム・ドレイパーにインタビューしたこともある。
マット・ダーヤーは1992年3月28日にニューヨークで生まれ、フランスのパリ、コネチカット州グリニッジ、ロシアのペルミで幼少期を過ごした。 2014年にマギル大学で歴史学の学士号を取得。2021年2月を最後に動画への出演はなくなったが、現在も本の執筆活動などは続けており、2023年7月のタクシーを使ったヨーロッパ旅行の動画で再登場するなど神出鬼没である。
アマー・キャンディルは1994年4月28日にエジプトのサダトで生まれ、幼少期をそこで過ごした。その後、南アフリカのアフリカン・リーダーシップ・アカデミーに入学し、エジプト革命中の2011年、奨学金を得てクエスト大学に留学した。また、エジプト国籍では入国できる国が少ないため、2021年にセントクリストファー・ネイビスの市民権を取得した。
2015年のYouTube進出以降、チャンネルは急成長し、元々、出演者たちによって行われていた動画編集は４人の編集チームの担当に変わり、現在ではTシャツなどのブランド品も出している。

## 動画
カリフォルニア州ベニスに移った後、一連の海外旅行に出かけ、その中でイギリスのヒースロー空港で到着した客をハグで出迎えるという動画を撮影し、メディアの注目を集めた。
2019年2月には、ヴィム・ホフと4日間過ごし、彼の手法を学び、マイナス20°C（-4°F）という低い気温の中、上半身裸、裸足で山を登るという内容の長編ドキュメンタリー『Frozen Alive』をリリース。
2022年12月、彼らの映画の中で劇場公開される最初の作品であるアンダース・ホフマンが南極で初のアイロンマン・トライアスロンを完走しようとする長編ドキュメンタリー『プロジェクト・アイスマン』を公開。